# مجزئ الألياف البصرية
مجزئ الألياف البصرية أو مجزئ الألياف الضوئية  أو مفرق الألياف الضوئية  (بالإنجليزية: Fiber Optic Splitter)‏ ويقوم بتجزئه الإشارة الضوئية بعد استلامها من مقسم الخط الضوئي أو Optical Line Termination إلى 2 أو 4 أو 8 أو 16 أو 32 أو 64 جزء،وتنقل الإشارة الضوئية عبر كيبل الألياف الضوئية، ويعمل مجزء الخط الضوئي بطريقة مشابه لعمل مجزئ الكابل المحوري، و ومشابه لمبدل أو Network Switch المعقد الذي يستخدم في شبكات الأسلاك النحاسية . يستخدم نظام الشبكة الضوئية الإشارة الضوئية لذا لا يحتاج إلى مصدر كهرباء بالتالي يعمل بالشبكة الضوئية الخاملة ( الخاملة التي لا تحتاج إلى كهرباء لكي تعمل ).